# Lazurite
Lazurite（ラズライト）はラピスセミコンダクタが製造、販売するシングルボードコンピュータ。

## 機種
Lazurite Basic
Arduino Unoと互換
Lazurite Sub-GHz
Arduino Unoと互換
Lazurite 920J
920MHz無線に対応した超小型特定小電力無線対応のマイコンボード

## 仕様
- CPU
  - ML620Q504 - 独自16bit RISCコア
  - メモリ - 64KB (ユーザ領域は65,536バイト中、64,512バイト)
- プログラミング言語 - C言語(ANSI C互換)